# Gilgooma
Gilgooma är en ort i Australien. Den ligger i kommunen Coonamble och delstaten New South Wales, i den sydöstra delen av landet, omkring 430 kilometer nordväst om delstatshuvudstaden Sydney. Orten hade 44 invånare år 2021.